# Jaglica
Jaglica (łac. trachoma, synonimy: egipskie zapalenie spojówek, przewlekłe pęcherzykowe zapalenie rogówki) – przewlekłe zapalenie rogówki i spojówek wywołane przez serotypy A, B, Ba i C Chlamydia trachomatis.

## Epidemiologia
Jest najczęstszą przyczyną ślepoty w krajach rozwijających się. Szacuje się, że choroba dotyka 100–150 milionów ludzi na świecie i jest przyczyną ślepoty u 6 milionów osób. Światowa Organizacja Zdrowia (WHO) zakładała, że całkowite zwalczenie choroby nastąpi do 2020 w ramach programu GET 2020. Jaglica jest rozpowszechniona w krajach północnej Afryki, Indiach, na środkowym Wschodzie oraz Azji południowo-wschodniej. W europejskich krajach basenu Morza Śródziemnego rozpowszechniona była po powrocie wojsk napoleońskich z Egiptu.
Choroba szerzy się przez kontakt z zakażoną wydzieliną spojówek wskutek bezpośredniego kontaktu, używania brudnych ręczników i odzieży. Do zakażenia dochodzi we wczesnym dzieciństwie, blizny powodujące ślepotę powstają w wieku dorosłym.

## Objawy chorobowe
Początkowymi objawami zakażenia jest wrażenie ciała obcego pod powieką i inne objawy zapalenia spojówek. Następnie można wyróżnić 4 etapy choroby:
- okres tworzenia się grudek jagliczych zbudowanych z limfocytów i plazmocytów
- przerost brodawkowaty spojówek i tworzenie się tzw. łuski jagliczej
- etap bliznowacenia powyższych zmian
- późne następstwa: bielmo, podwinięcie powiek.

## Leczenie
W leczeniu stosuje się azytromycynę podawaną jednorazowo w dawce 1 g u dorosłych lub 20 mg/kg masy ciała u dzieci. Konieczne jest stosowanie miejscowo przez przynajmniej 6 tygodni maści zawierających tetracykliny. W zaawansowanych przypadkach jaglicy konieczne jest leczenie chirurgiczne.
W poprzednich latach (przed wprowadzeniem programu GET 2020) próbowano wyeliminować jaglicę w ramach programu SAFE opartego na S – surgery (chirurgii), A – antibiotics (stosowaniu antybiotyków), F – face cleanliness (higienie twarzy), E – enviromental improvements (poprawie warunków środowiskowych, zwłaszcza dostępie do świeżej wody). Program SAFE zakończył się jednak fiaskiem.

## Klasyfikacja ICD10
| kod ICD10     | nazwa choroby                     |
| ------------- | --------------------------------- |
| ICD-10: A71   | Jaglica                           |
| ICD-10: A71.0 | Okres początkowy, wstępny jaglicy |
| ICD-10: A71.1 | Jaglica czynna                    |
| ICD-10: A71.9 | Jaglica, nieokreślona             |